# Rejon kijowski (Charków)
Rejon kijowski (ukr. Київський район) – dzielnica administracyjna Charkowa; pełni funkcje usługowe i mieszkaniowe.
W rejonie kijowskim znajduje się m.in. Cmentarz Ofiar Totalitaryzmu w Charkowie.